# Harmónium
A harmónium rezonátor nélküli (szabadon rezgő), átcsapó fémnyelvekkel felszerelt billentyűs hangszer. A zongorához, vagy inkább pianínóhoz külsőre igen hasonlító, felépítése és működése szempontjából az orgonával rokon. Levegővel (fúvó- vagy szívószerkezettel) és úgynevezett átcsapó nyelvekkel működik.

## Története
Először 1780-ban a szentpétervári Kirschengh nevű orgonaépítő mester készített hasonló elven, vagyis átcsapó nyelvvel működő orgonaregisztereket. Majd 30 évvel később, 1810-ben G. J. Gremier kísérletezett egy - a harmónium előfutárának nevezett - hangszerrel, amelyet orgue expressifnek nevezett el, mert hangszerének hangja az orgonáénak merevségével szemben dinamikailag hajlítható, expresszív volt. Ugyanebben az évben, vagyis 1810-ben Debain elkészítette a mai formájában ismert harmóniumot (ő is nevezte el így), melyet 1840-ben szabadalmaztatott.

## Szabadalom
Debain szabadalma tartalmaz néhány fontos, jelenleg is több hangszernél használatos technikai újítást is, mint a nyelvek kalapáccsal történő megütése, vagy a lenyomott billentyűk rögzítése.

## Zeneművek, zeneszerzők, akik komponáltak harmóniumra
- César Franck
- Alphonse Mustel[2] (l'Orgue-expressif ou Harmonium, 1–2 köt., 1903)
- Paul Hassenstein (Schule für das Normal-Harmonium, 1904)
- S. Karg-Elert (Die Kunst des Registrierens, tankönyv, 1911)